# Eschborn-Frankfurt 2017
De 55e editie van de Rund um den Finanzplatz Eschborn-Frankfurt – ook bekend onder de namen Rund um den Henninger Turm en GP Frankfurt – is een eendaagse wielerwedstrijd voor mannen, die werd verreden op 1 mei 2017. De wedstrijd was dit jaar voor het eerst onderdeel van de UCI World Tour, en had de calssificatie 1.UWT. Titelverdediger was de Noor Alexander Kristoff. Hij verdedigde zijn titel met succes, hij won de koers voor de derde keer.

## Deelnemende ploegen
| World Tour                         | ProContinental               | Nationale ploegen |
| ---------------------------------- | ---------------------------- | ----------------- |
| Quick-Step Floors                  | Veranda's Willems-Crelan     | Duitsland         |
| Bora-Hansgrohe                     | Wanty-Groupe Gobert          |                   |
| AG2R La Mondiale                   | Aqua Blue Sport              |                   |
| Team Katjoesja Alpecin             | CCC Sprandi Polkowice        |                   |
| Team Sunweb                        | WB Veranclassic-Aqua Protect |                   |
| Trek-Segafredo                     | Roompot-Nederlandse Loterij  |                   |
| Lotto Soudal                       | Gazprom-RusVelo              |                   |
| Cannondale-Drapac Pro Cycling Team | Sport Vlaanderen-Baloise     |                   |
| Team LottoNL-Jumbo                 |                              |                   |
| BMC Racing Team                    |                              |                   |
| UAE Team Emirates                  |                              |                   |

## Uitslag
| Rund um den Finanzplatz Eschborn-Frankfurt 2017 |                     |                              |          |
| Plaats                                          | Naam                | Ploeg                        | Tijd     |
| Winnaar                                         | Alexander Kristoff  | Team Katjoesja Alpecin       | 5u39'21" |
| 2                                               | Rick Zabel          | Team Katjoesja Alpecin       | z.t.     |
| 3                                               | John Degenkolb      | Trek-Segafredo               | z.t.     |
| 4                                               | Jempy Drucker       | BMC Racing Team              | z.t.     |
| 5                                               | Pim Ligthart        | Roompot-Nederlandse Loterij  | z.t.     |
| 6                                               | Juan José Lobato    | Team LottoNL-Jumbo           | z.t.     |
| 7                                               | Jasper Stuyven      | Trek-Segafredo               | z.t.     |
| 8                                               | Maximiliano Richeze | Quick-Step Floors            | z.t.     |
| 9                                               | Michel Kreder       | Aqua Blue Sport              | z.t.     |
| 10                                              | Ben Swift           | UAE Team Emirates            | z.t.     |
| 11                                              | Tom Bohli           | BMC Racing Team              | z.t.     |
| 12                                              | Alex Kirsch         | WB Veranclassic-Aqua Protect | z.t.     |
| 13                                              | Francisco Ventoso   | BMC Racing Team              | z.t.     |
| 14                                              | Rudy Barbier        | AG2R La Mondiale             | z.t      |
| 15                                              | Michael Matthews    | Team Sunweb                  | z.t.     |
| 16                                              | Maciej Paterski     | CCC Sprandi Polkowice        | z.t.     |
| 17                                              | Tom Van Asbroeck    | Cannondale-Drapac            | + 6"     |
| 18                                              | Oscar Riesebeek     | Roompot-Nederlandse Loterij  | z.t.     |
| 19                                              | Gaetan Bille        | Veranda's Willems-Crelan     | z.t.     |
| 20                                              | Nikolas Maes        | Quick-Step Floors            | z.t.     |

 Tour Down Under ·
 Great Ocean Road Race ·
 Abu Dhabi Tour ·
 Omloop Het Nieuwsblad ·
 Strade Bianche ·
 Parijs-Nice · 
 Tirreno-Adriatico · 
 Milaan-San Remo ·
 Ronde van Catalonië ·
 Dwars door Vlaanderen ·
 E3 Harelbeke ·
 Gent-Wevelgem ·
 Ronde van Vlaanderen ·
 Ronde van Baskenland ·
 Parijs-Roubaix ·
 Amstel Gold Race ·
 Waalse Pijl ·
 Luik-Bastenaken-Luik ·
 Ronde van Romandië ·
 Rund um den Finanzplatz Eschborn-Frankfurt ·
 Ronde van Italië ·
 Ronde van Californië ·
 Critérium du Dauphiné ·
 Ronde van Zwitserland ·
 Ronde van Frankrijk ·
 Clásica San Sebastián ·
 Ronde van Polen ·
 RideLondon Classic ·
  BinckBank Tour ·
 Ronde van Spanje ·
 EuroEyes Cyclassics ·
 Bretagne Classic ·
 GP van Quebec ·
 GP van Montreal ·
 Ronde van Lombardije ·
 Ronde van Turkije ·
 Ronde van Guangxi